# Castello del Carrobio
Il castello del Conte di Carrobio o più semplicemente castello del Carrobio è un complesso architettonico in stile neogotico situata a Massa Finalese, frazione del comune di Finale Emilia, in Emilia-Romagna.
Si tratta di un palazzo di rappresentanza costruito all'inizio del XX secolo in forme neogotiche

## Storia
L'edificio venne edificato dal 1898 al 1900 da Vittorio Sacerdoti, conte di Carrobio ed ambasciatore del Regno d'Italia e facoltoso ebreo, al fine di realizzare una residenza di rappresentanza in cui organizzare feste e ricevimenti con altri nobili o ospiti illustri (tra cui Umberto di Savoia nel 1935, all'epoca principe del Piemonte). Dal 1911 al 1914 il castello venne ampliato su progetto dell'ingegnere Ettore Tosatti.
Il palazzo è ispirato al castello tedesco di Tobitschau (oggi Tovačov nella Repubblica Ceca), che era di proprietà del fratello di Elena von Gutmann, moglie del conte Vittorio Sacerdoti.
Durante la seconda guerra mondiale il castello venne sigillato dai nazisti, in quanto la famiglia dei conti di Carrobio era di origine ebraica. Peraltro, il proprietario Vittorio Sacerdoti, in seguito alla promulgazione delle leggi razziali, decise di farsi battezzare il 4 dicembre 1938, facendosi poi cambiare il cognome da "Sacerdoti" a "Carrobio di Carrobio" nel 1941.
Dopo la seconda guerra mondiale, il castello venne acquistato da Primo Stefanelli (proprietario della Rocchetta Mattei) che voleva trasformare la struttura in una casa di riposo, ma non ottenne le autorizzazioni necessarie. Per tali motivi, il castello cadde abbandonato in rovina, per poi essere restaurato negli anni 1990 dalla famiglia Folchi. Dal 1997 al 2014 l'immobile è stato oggetto di pignoramento a causa di difficoltà economiche della società proprietaria.
Il castello è stato lesionato dal terremoto dell'Emilia del 2012.

## Architettura

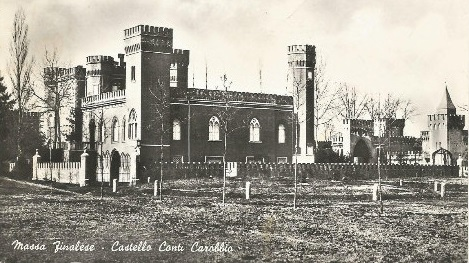
Il castello negli anni 1950

Il castello è realizzato in stile neomedievale mitteleuropeo, con un grande impianto scenografico, all'interno di un parco rigoglioso (oggi divenuto pubblico in parte), che un tempo faceva parte del bosco della Saliceta, il quale era stato acquistato da Vittorio Sacerdoti nel 1909.
Le facciate sono realizzate in pietra faccia a vista, con finestre neogotiche in marmo. 
Gli interni del castello sono particolarmente decorati, con opere in stile liberty.

## Nella cultura
All'interno del castello e del suo parco venne realizzato nel 1977 il film Tutti defunti... tranne i morti del regista Pupi Avati.